# Heidi Astrup
Heidi Holme Astrup, född 31 maj 1972 i Viborg, är en dansk tidigare handbollsspelare (mittnia).

## Klubbkarriär
Heidi Holme Astrup började spela handboll vid 7 års ålder för Viborg HK och hon spelade det mesta av sin karriär för klubben. Hon var i mer än tio år en av de mer betydande mittniorna  i den danske ligan, och hon har spelat nära 400 matcher i ligan för klubben. Heidi Astrup växte upp i Viborg och handbollskarriären inledes 1979. Ungdomsåren var en skola för när hon var 17 år hade Viborg tagit sig till högsta ligan. Under 1990-talet vann hon fem DM-guld (danska mästerskap) och sedan under 2000-talet ytterligare 4 DM-titlar med Viborgs HK. Hon vann också EHF-cupen 1994 och 1999 med Viborg. Champions League vann hon 2006 och spelade finaler 1997 och 1991. Hon blev utsedd till årets handbollsspelare i Danmark 2001.
Säsongerna 1997–1999 spelade hon för japanska klubben Chateraise, men från säsongen 1999–2000 var hon tillaka i barndomsklubben. Heidi Astrup fick en central roll i Wilbeks nya Viborg-lag , som vann DM-guld och EHF-cupen 2000. 2003 bytte hon till Aalborg DH, men vände tillbaka till Viborg HK 2005. 2007 slutade hennes aktiva karriär som elithandbollsspelare. Hon gjorde en kort comeback för Viborg HK som 42-åring, då klubben 19 november 2014 förlorade mot Team Esbjerg.

### Landslag
Astrup var framgångsrik  i ungdomslandslaget och vann 1991 VM-brons. I samma lag spelade många danska kommande storstjärnor, Viborg HK kvalificerade sig för håndboldligaen 1989. Astrups A-landslagsdebut skedde redan den 7 november 1990 mot Rumänien. Astrup spelade 104 landskamper och gjorde 268 mål för Danmark i sin landslagskarriär 1990–2007. Viborg blev en dominerande klubb i Danmark dessa år. Astrup var också landslagsspelare, då Ulrik Wilbek och hans landslag firade sina första triumfer. Astrup var med och vann EM-guld 1994 och 1996 samt OS-guld i Atlanta 1996. Heidi Astrup avslutade sin landslagskarriär efter EM i Danmark 1996. Hon hade haft en stor roll i turneringen men Ulrik Wilbek petade henne i  EM-finalen. En besviken Heidi Astrup fick se finalen från åskådarplats. Dagen efter slutade hon i landslaget och gjorde comeback först elva år senare, då Jan Pytlick fick henne att spela ett kval till VM år 2007 mot Ukraina. Danmark förlorade matcherna mot Ukraina. Det var Heidi Astrups landskamp nummer 104.

## Klubbar
- Viborg HK (1989–1997)
- Chateraise (1997–1999)
- Viborg HK (1999–2003)
- Aalborg DH (2003–2005)
- Viborg HK (2005–2007)
- Skive fH (2007–2008)
- Viborg  (2014)

## Meriter
- OS-guld 1996 med Danmarks damlandslag i handboll
- 2 EM-guld 1994 och 1996 med Danmarks damlandslag i handboll
- VM-brons 1995 med Danmarks damlandslag i handboll
- UVM-brons 1991 med Danmarks U-20 landslag i handboll
- 9 DM-guld 1994, 1995, 1996, 1997, 1999, 2000, 2001, 2002, 2006 med Viborgs HK
- EHF Cup-vinnare: 1994, 1999 med Viborgs HK
- Champions League: 2 silver 1997 och 2001 samt vinnare 2006 med Viborgs HK

### Fotnoter
1. ↑  ”Superskytte på plads i Aalborg”. https://www.kristeligt-dagblad.dk/seneste-nyt/superskytte-på-plads-i-aalborg. Läst 14 februari 2014.
2. ↑  ”To aar mere til Heidi Astrup”. https://www.bt.dk/sport/to-aar-mere-til-heidi-astrup. Läst 14 februari 2014.
3. ↑  ”42 årig Heidi Astrup fick comeback i stort Viborg nederlag”. https://www.dr.dk/sporten/haandbold/kvindeligaen/42-aarige-heidi-astrup-fik-comeback-i-stort-viborg-nederlag. Läst 14 februari 2014.
4. ↑  ”haslund info / spelare Heidi Astrup”. http://www.haslund.info/haandbold/20_dame/20_spillere/asthei.asp. Läst 14 februari 2019.
5. ↑  ”Heidi Astrup gör comeback paa kvindelandsholdet”. https://www.berlingske.dk/sport/heidi-astrup-goer-comeback-paa-kvindelandsholdet. Läst 14 februari 2014.
6. ↑  ”Handball at the 1996 Atlanta Summer Games: Women's Handball” (på engelska). sports-reference.com. Arkiverad från originalet den 26 februari 2009. https://web.archive.org/web/20090226131645/http://www.sports-reference.com/olympics/summer/1996/HAN/womens-handball.html. Läst 9 januari 2009.